# 林枝橋
林枝橋（1586年7月7日—1642年），字陽仲，别號存莪，廣東廣州府新會縣民籍。明朝政治人物。

## 生平
万历三十七年（1609年）己酉科廣東鄉試第五十一名舉人，四十四年（1616年）丙辰科三甲七十名进士。刑部觀政，初授当涂县知县，天啓元年應天府同考，二年征授礼部儀制司主事，四年改吏部稽勋司主事，历验封司、考功司、文选司，本年升考功司员外郎，五年調文选司，本年升稽勋司郎中，調验封司。以忤魏忠贤，与李邦华、周宗建、周顺昌、李日宣同日夺职。崇祯初，诏复官。出为湖广参议，进福建副使，以事谪官。起贵州参政，进按察使。寻以忧归，十五年壬午夏六月卒于家。有《白鹤山房集》

## 家族
曾祖林景易。祖父林意。父林應禮。母梁氏。弟枝榮、枝茂。娶陳氏，子堯世、堯徽、堯揆。

## 引用
1. ↑  《萬曆四十四年丙辰科進士序齒録》：林枝橋，字陽仲，別號存莪，廣東廣州府新會縣民籍。丙戌年五月二十二日生，己酉鄉試五十一名，會試一百五十一名，廷試三甲七十名。刑部觀政。母梁氏，弟枝榮、枝茂。娶陳氏，子堯世、堯徽、堯揆。
2. ↑  清道光《新会县志》卷九：林枝桥，字阳仲，新会人。性孝友，博综羣籍。万厯丙辰进士，授当涂令，政尚寛简，守法不挠，惩豪吏，除积弊，决疑狱，筑隄捍田，民赖其利。蜚蝗为灾，躬自祷神，计所捕斗斛受赏，令下而蝗转徙。考最，擢礼部主事，歴吏部郎中。清操自厉，铨综平允。以事忤魏忠贤，天啓五年七月与李邦华、周宗建、周顺昌、李日宣等同日夺职。崇祯元年诏复原官，五年迁湖广参议，转福建副使，忤直指，左考去官。继起贵州参政，迁按察使，所至祥刑肃纪，得吏民心。丁继母忧归，壬午六月卒。所著有白鹤山房集。子尧徽，字啓人，崇祯元年恩贡，孝友严正。时邑中势家多借县令丞尉刑禁人于城楼，邑令卞应聘初筮仕，访徽于京邸，徽力陈其害，且言防盗禁奸，拒佞清蠧五事，卞力行之，夙弊顿革。与弟太学生尧揆友爱，出必鴈行。性好学，老而不倦，所纂述盈数簏。明季隐居不仕，自号天绅居士。